# Vejlen (Svendborg Kommune)
 For alternative betydninger, se Vejlen. (Se også artikler, som begynder med Vejlen)
Vejlen Mose  ellere Tåsinge Vejle er  en lavvandet brakvandslagune der ligger lige syd for Vornæs Skov på det vestligste Tåsinge i Svendborg Kommune.  Den er omgivet af enge og rørskove dækker i alt 60 hektar og ligger omgivet af landbrugsjorde og nogen skov. Mod vest danner en dæmning opført i 1700-tallet grænse til Det Sydfynske Øhav. Området er i dag jagtfrit og en oase for udvikling af et frit fugleliv. Mere end 150 fuglearter er gennem de seneste år iagttaget fra det stråtækte fugletårn i den østlige ende af Vejlen. Området blev fredet ved kendelse i Fredningsnævnet i 1941 under navnet Vejlen Mose. Området er i dag ejet af Skov- og Naturstyrelsen, som står for plejen af det fredede område. Plejen omfatter bl.a. kreaturgræsning på de omgivne enge.

## Dæmningen
Vejdæmningen med sluse blev opført i 1765 af kammerherre Niels Juel for at tørlægge Vejlen og skabe græsningsarealer. Nytårsnat 1904 brød havet gennem dæmningen, som dog blev genopbygget året efter, men Vejlen blev aldrig helt tør igen. Op gennem 1900-tallet var områdets fugleliv præget af intensiv jagt. I 1997 blev 60 hektar opkøbt af Fyns Amt med henblik på at forbedre levevilkår for dyr og planter samt at give gæster bedre adgang. Ved overtagelsen blev området jagtfrit. Siden har fuglelivet udviklet sig i frihed, og Tåsinge Vejle er i dag en af de fineste fuglelokaliteter i landet.
Området er en del af Natura 2000 -område nr. 127 Sydfynske Øhav